# Brownsville Station
Brownsville Station fue una banda de Rock, Blues y Hard rock, formada en Míchigan a principios de la década de los '70. Gozó de gran popularidad durante dicha década, dado que tuvo un rol significativo en la constitución del movimiento roquero que vivió Detroit durante en esos años, caracterizado por un Rock & Roll duro y pesado, con énfasis teatral y que animaba las fiestas de los adolescentes, como puede observarse nítidamente en el clásico “Detroit Rock City” de la banda Kiss.
La banda estuvo originalmente integrada por el guitarrista y cantante norteamericano Cub Koda (1948 – 2000), Mike Lutz también en guitarra y voces, Tonny Driggins en bajo y voces y T. J. Cronley en batería. Este último fue luego reemplazado por Henry "H-Bomb" Weck, y se incorporó a la banda el multiinstrumentista Bruce Nazarian.
Entre sus canciones más famosas se encuentran "Martian Boogie" (1977) y su más grande sencillo, "Smokin' in the boys room", lanzada dentro del álbum Yeah! de 1973. Esta última alcanzó el puesto #3 en los U.S. Charts y el #27 en sus homólogos británicos. Fue relanzada a la fama por la banda Mötley Crüe, que publicó su propia versión del tema en los años 80, como parte de su disco Theater of Pain", llegando incluso a hacerla más famosa que los propios Brownsville Station.
En 1979 la banda se separa de forma definitiva. Su legado es reconocido a nivel mundial en lo que se considera los inicios del Hard Rock norteamericano, siendo considerado su sonido potente y saturado, sumado a su actitud rebelde y fiestera, un símbolo del rock clásico.

## Discografía

### Álbumes
- 1970: No BS
- 1971: Brownsville Station
- 1972: A Night On the Town
- 1973: Yeah!
- 1974: School Punks
- 1975: Motor City Connection
- 1977: Brownsville Station (a.k.a. 'The Red Album')
- 1978: Air Special

### Compilaciones
- 1993: Smokin' In the Boys Room: The Best of Brownsville Station
- 2003: Smokin' In the Boys Room and Other Hits
- 2005: Smokin' In the Boys Room
- 2006: Rhino Hi-Five: Brownsville Station

- Datos: Q2657995